# Monolepta trivialis
Monolepta trivialis is een keversoort uit de familie bladkevers (Chrysomelidae). De wetenschappelijke naam van de soort werd in 1855 gepubliceerd door Gerstaecker.